# Hiperrealism

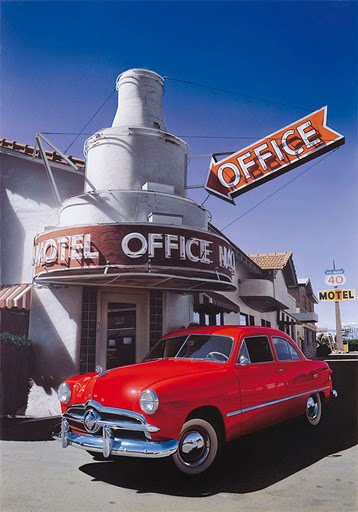
Recepția motelului - pictură de Guerrino Boatto, 1985

Hiperrealismul, denumit și fotorealism este un curent în artele vizuale, apărut după 1950, care are ca obiect imitarea naturii, ducând naturalismul la extremă.
Carole Feuerman este precursorul mișcării hiperrealismului împreună cu Duane Hanson și John De Andrea. Această mișcare artistică își propune să meargă în direcția extremă a artei realiste, accentuând desprinderea de realismul conținut într-o măsură mai mică sau mai mare în impresionism, pictura metafizică, suprarealism etc. Artistul intervine decupând din realitate acele părți pe care le găsește interesante și le reproduce cu maximum de minuțiozitate, influențate de starea de spirit, unde se îmbină indecisul cu precisul, linii ce se topesc, culori ce absorb reflexele, stări sufletești fără contur, umbre și penumbre, toate alcătuiesc elemente de realizare și încercare de materializare a conceptului de timp și spatiu, deoarece realul nu trebuie interpretat ci doar reprodus.

## Dincolo dehiperrealism:Megarealismul
Începând din 1987, artistul olandez Tjalf Sparnaay a lucrat la o colecție de picturi care înfățișează realitatea cu precizia aparatului de fotografiat, căutând mereu subiecte și imagini ce nu au mai fost pictate niciodată, precum cutiile uzate de Cola, pungile de chipsuri, cotoarele de mere, sandvișurile consumate pe jumătate, pe care le scoate din mediul lor inițial și le transformă într-o formă actuală de natură moartă, atâ de realistâ încât trebuie să privești atent lucrările pentru a înțelege că nu sunt fotografii. Sparnaay își autodenumește operele de artă componente ale Megarealismului, o ramură a mișcării artistice contemporane globale cunoscută ca Hiperrealism.

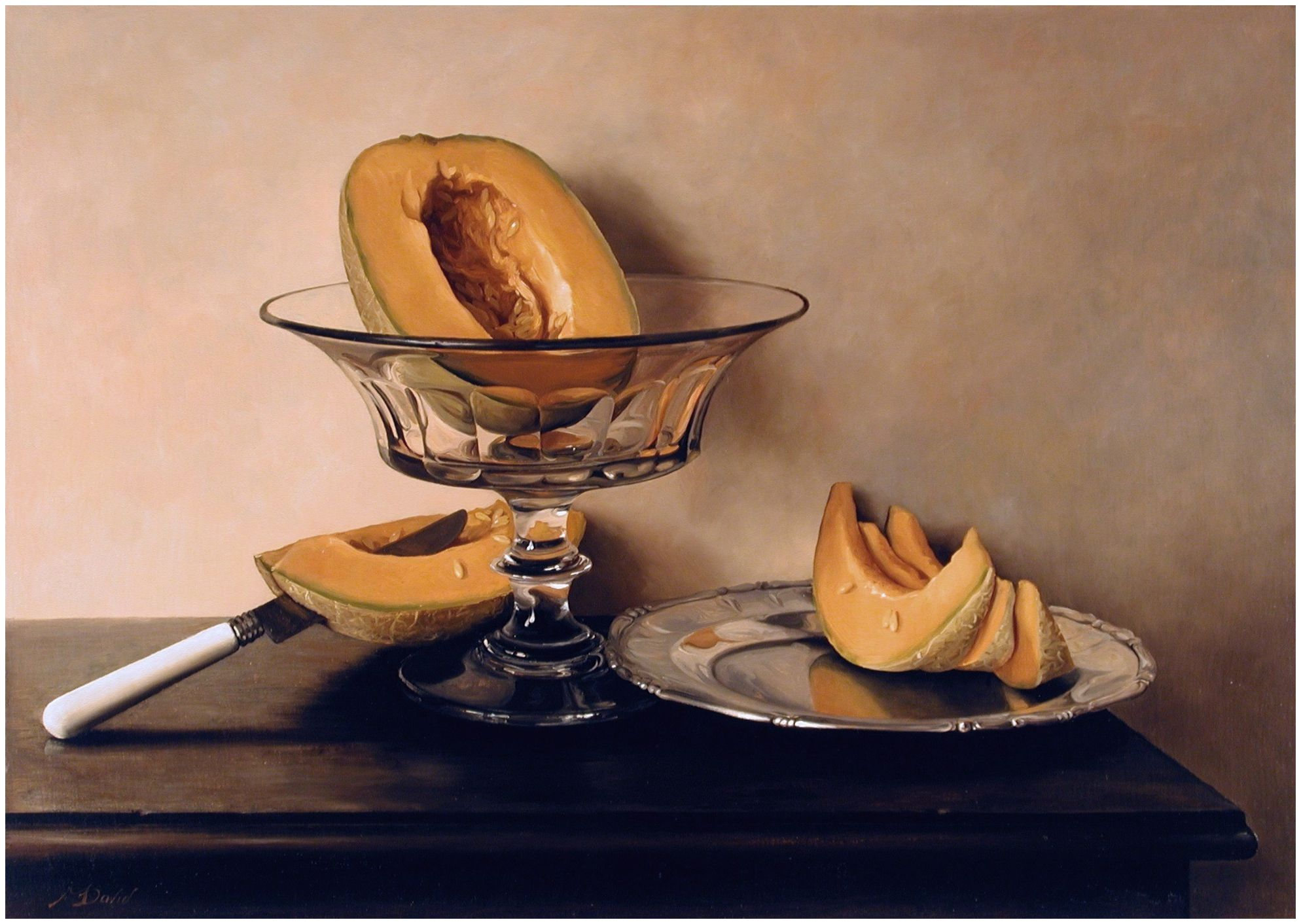
Platou de cristal cu pepene (1999), pictură hiperrealistă de Mauro David
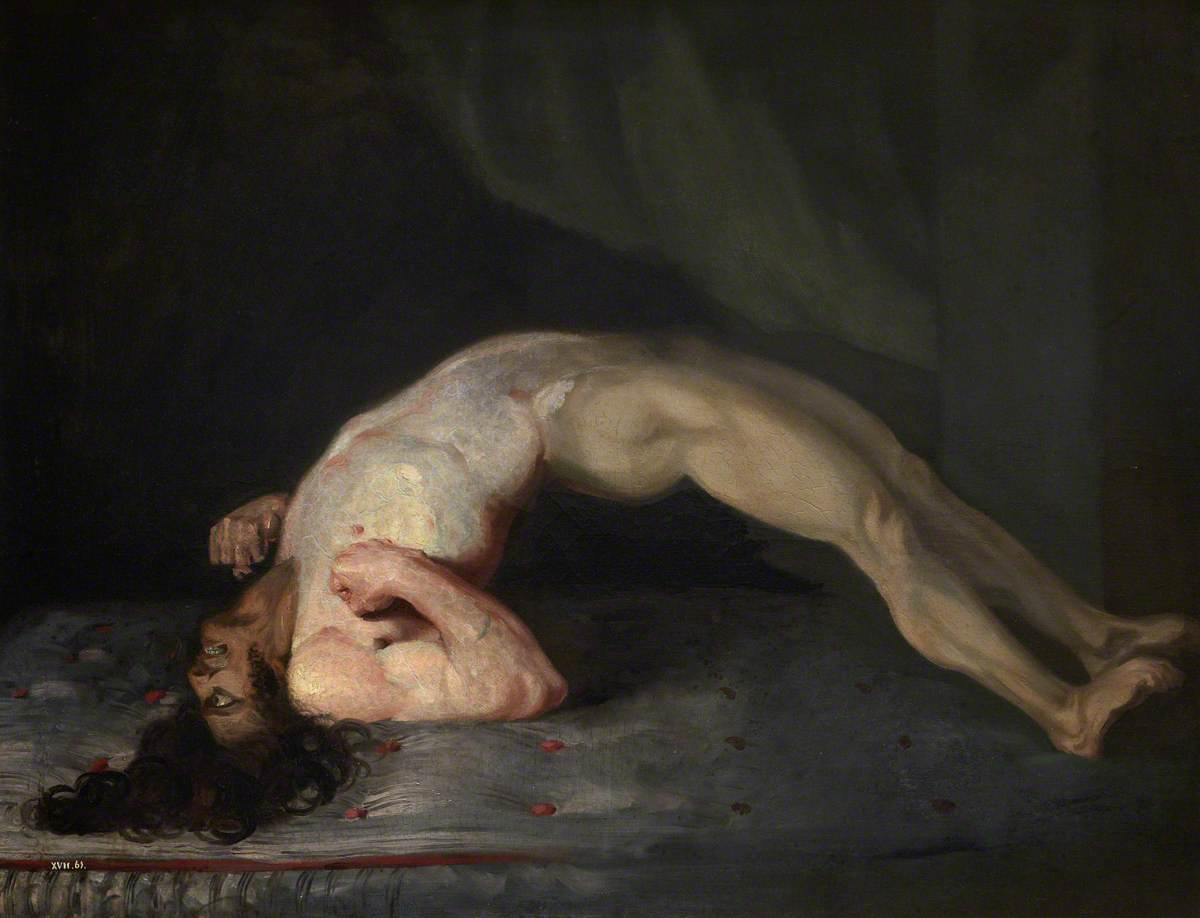
Opistotonus la un pacient suferând de tetanos - de Sir Charles Bell